# Battista Lorenzi

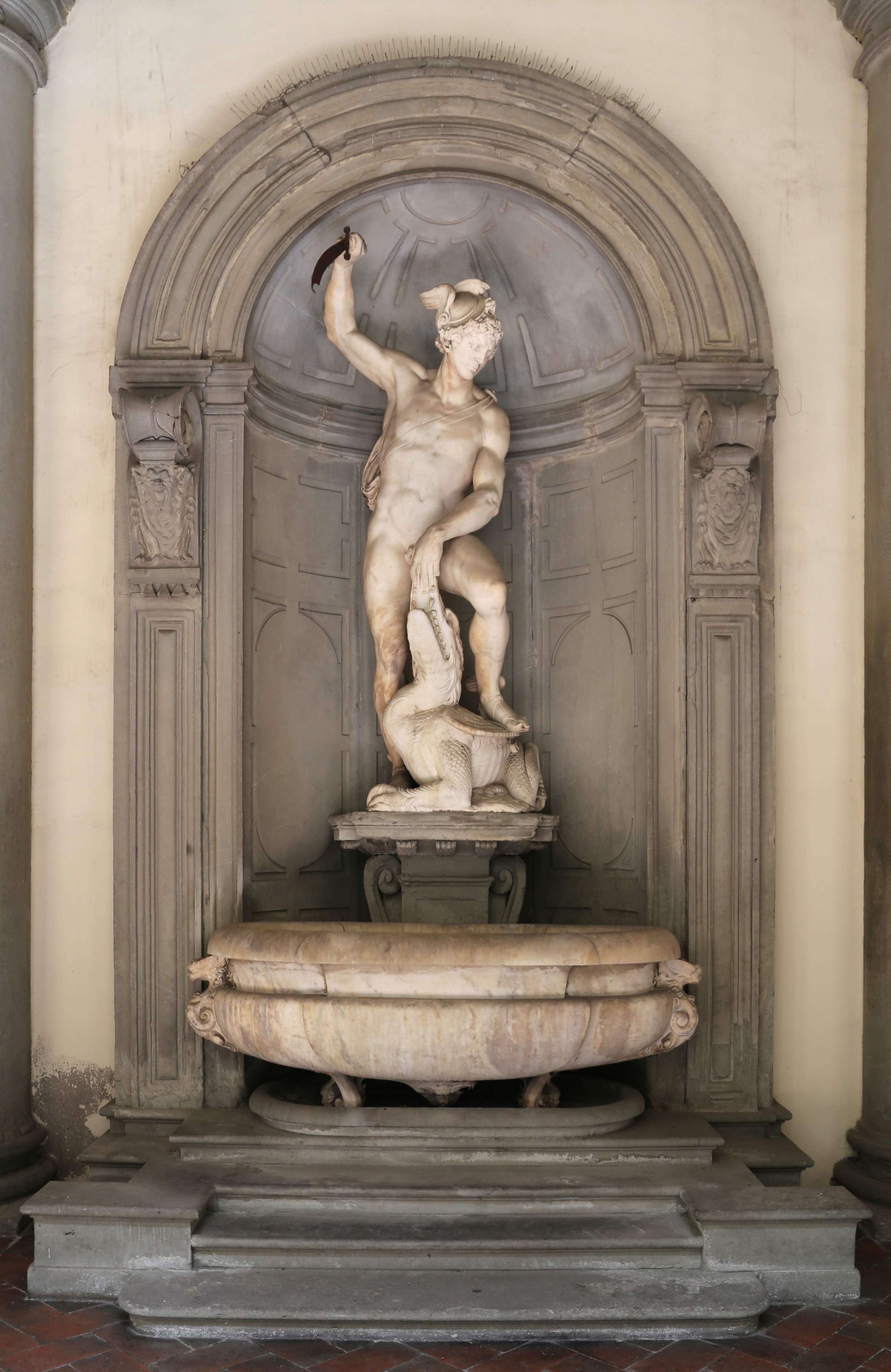
Perseo, palazzo Nonfinito, Firenze

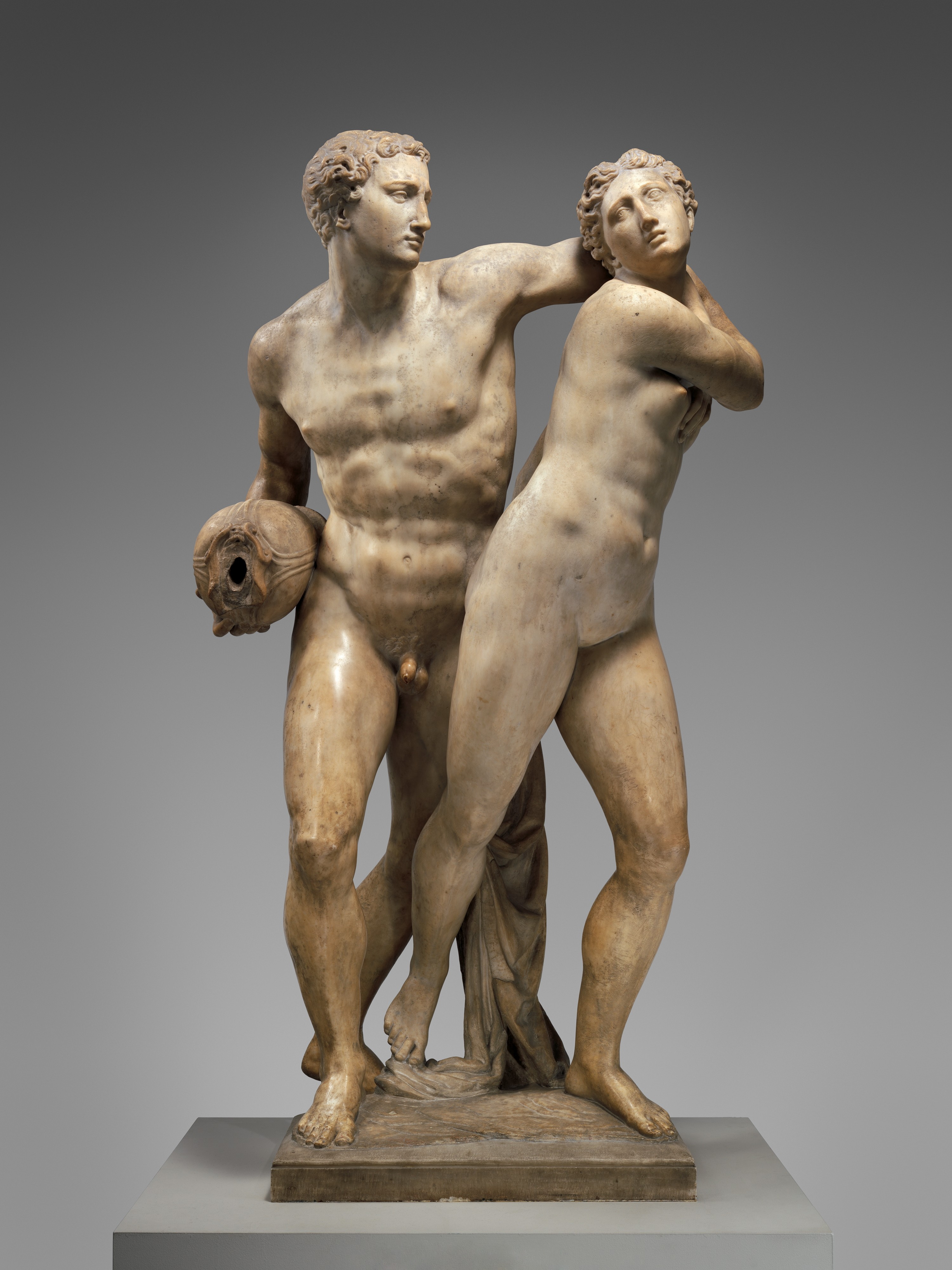
Alfeo e Aretusa, Metropolitan Museum, New York

Giovanni Battista Lorenzi, , detto spesso solo Battista Lorenzi o Battista del Cavaliere (Settignano, 1527/1528 circa – Pisa, 8 gennaio 1594), è stato uno scultore italiano.

## Biografia
Figlio di Domenico di Piero Lorenzi, era cugino (di secondo grado) degli scultori Antonio e Stoldo. 
Si formò nella bottega di Baccio Bandinelli dal 1540 circa, per questo venne detto "del Cavaliere", poiché il suo maestro aveva ricevuto quel titolo da Carlo V. Con lui dovette collaborare ad alcune opere di quegli anni, quali il Monumento a Giovanni dalle Bande Nere e al coro del Duomo di Firenze. Trasferitosi a Roma, tra le sue prime opere individuali ci furono le Quattro stagioni per la distrutta tomba di papa Paolo IV, su progetto generale di Vincenzo de' Rossi.
Nel 1563 era di nuovo a Firenze, dove venne eletto console nell'Accademia delle arti del disegno, associazione di cui fu membro, ricoprendo vari altri incarichi, fino alla morte.
Partecipò alle solenni esequie per Michelangelo (1564) e scolpì poi nel 1568 circa le statue della Pittura, dell'Architettura (quest'ultima recentemente riassegnata dopo essere stata attribuita a Giovanni Bandini) e il busto del Buonarroti per la tomba in Santa Croce. Nel 1565 prese parte alla realizzazione degli apparati effimeri per le nozze di Francesco I de' Medici e Giovanna d'Austria. Sua dovrebbe poi essere la fontana donata da Cosimo I a uno spagnolo, identificabile nel Tritone oggi alla Galleria regionale della Sicilia di Palazzo Abatellis (1569-1571), e quella di Ganimede nel giardino di Boboli (originariamente alla villa di Pratolino, commissionata da Isabella de' Medici).
Fu amico di Benvenuto Cellini, che gli lasciò il suo laboratorio in via della Pergola alla sua morte (1571). 
Opere certe sono l'Alfeo e Aretusa per la villa del Bandino (oggi al Metropolitan Museum di New York) e il Perseo nel cortile di palazzo Nonfinito. Per le nozze di Ferdinando I de' Medici realizzò poi alcune statue in stucco (in particolare San Miniato e Sant'Antonino Pierozzi) che andarono ad ornare una facciata provvisorio del Duomo, oggi poste in una soffitta della tribunetta nord. 
L'ultimo decennio di vita lo trascorse a Pisa, dove aveva ereditato la bottega del cugino Stoldo, scomparso nel 1583. Qui fu architetto e scultore per l'Opera del Duomo, occupandosi però più del disegno delle opere scultoree che della loro effettiva realizzazione, affidata ada altri.
Morì nella casa che gli aveva messo a disposizione l'Opera del Duomo di Pisa, e fu sepolto nella chiesa di San Marco.